# St. Augustine Beach
St. Augustine Beach ist eine Stadt im St. Johns County im US-Bundesstaat Florida. Das U.S. Census Bureau hat bei der Volkszählung 2020 eine Einwohnerzahl von 6.803 ermittelt.

## Geographie
St. Augustine Beach liegt auf der als Barriereinsel der Ostküste vorgelagerten Insel Anastasia Island zwischen dem Intracoastal Waterway und dem Atlantik. Die Stadt grenzt im Nordwesten direkt an St. Augustine und liegt etwa 60 Kilometer südlich von Jacksonville.

## Demographische Daten
Laut der Volkszählung 2010 verteilten sich die damaligen 6176 Einwohner auf 4440 Haushalte. Die Bevölkerungsdichte lag bei 1235,2 Einw./km². 95,8 % der Bevölkerung bezeichneten sich als Weiße, 0,8 % als Afroamerikaner, 0,3 % als Indianer und 1,2 % als Asian Americans. 0,6 % gaben die Angehörigkeit zu einer anderen Ethnie und 1,2 % zu mehreren Ethnien an. 3,8 % der Bevölkerung bestand aus Hispanics oder Latinos.
Im Jahr 2010 lebten in 20,3 % aller Haushalte Kinder unter 18 Jahren sowie 31,1 % aller Haushalte Personen mit mindestens 65 Jahren. 58,9 % der Haushalte waren Familienhaushalte (bestehend aus verheirateten Paaren mit oder ohne Nachkommen bzw. einem Elternteil mit Nachkomme). Die durchschnittliche Größe eines Haushalts lag bei 2,17 Personen und die durchschnittliche Familiengröße bei 2,64 Personen.
17,6 % der Bevölkerung waren jünger als 20 Jahre, 25,8 % waren 20 bis 39 Jahre alt, 26,8 % waren 40 bis 59 Jahre alt und 29,6 % waren mindestens 60 Jahre alt. Das mittlere Alter betrug 46 Jahre. 48,0 % der Bevölkerung waren männlich und 52,0 % weiblich.
Das durchschnittliche Jahreseinkommen lag bei 59.484 $, dabei lebten 9,6 % der Bevölkerung unter der Armutsgrenze.
Im Jahr 2000 war Englisch die Muttersprache von 93,78 % der Bevölkerung, französisch sprachen 3,11 % und 3,11 % hatten eine andere Muttersprache.

## Sehenswürdigkeiten
Am 23. Februar 1972 wurden die Spanish Coquina Quarries in das National Register of Historic Places eingetragen.

## Verkehr
St. Augustine Beach wird von der Florida State Road A1A durchquert.
Der nächste Flughafen ist der rund 90 Kilometer nördlich gelegene Jacksonville International Airport.

## Kriminalität
Die Kriminalitätsrate lag im Jahr 2013 mit 150 Punkten (US-Durchschnitt: 295 Punkte) im niedrigen Bereich. Es gab zwei Raubüberfälle, fünf Körperverletzungen, 65 Einbrüche, 94 Diebstähle und sechs Autodiebstähle.